# Lista de canções gravadas por Ghost
Ghost, também conhecido como Ghost BC, é uma banda de rock sueca. Eles lançaram 5 álbuns e 4 extended plays (EPs), reunindo 72 músicas, a maioria escrita pelo vocalista Tobias Forge sob o pseudônimo de "A Ghoul Writer".
Este artigo reúne na tabela abaixo todas as canções lançadas pelo Ghost desde seu álbum de estreia Opus Eponymous (2010), em ordem alfabética, e fornece o(s) autor(es) da música, o primeiro álbum ou EP lançado, o produtor do álbum e o ano de lançamento. Não inclui títulos ao vivo como Ceremony and Devotion (2017).

## Canções
| Indica uma versão cover, a música original não sendo escrita ou co-escrita por Forge. |
| Indica um extended play (EP).                                                         |

| Canção                             | Compositor(es)                                                                                     | Álbum                                                   | Produtor          | Ano  | Ref.(s)              |
| ---------------------------------- | -------------------------------------------------------------------------------------------------- | ------------------------------------------------------- | ----------------- | ---- | -------------------- |
| "Absolution"                       | A Ghoul Writer (Tobias Forge), Indio Marcato (Martin Persner), Klas Frans Åhlund                   | Meliora                                                 | Klas Frans Åhlund | 2015 | [ 1 ] [ 2 ] [ 3 ]    |
| "Ashes"                            | A Ghoul Writer (Tobias Forge)                                                                      | Prequelle                                               | Tom Dalgety       | 2018 | [ 4 ] [ 5 ] [ 6 ]    |
| "Avalanche"                        | Leonard Cohen                                                                                      | Prequelle (Deluxe)                                      | Tom Dalgety       | 2018 | [ 4 ] [ 6 ]          |
| "Bible"                            | Christian Falk, Fred Asp, Per Hägglund, Joakim Thåström                                            | Popestar                                                | Tom Dalgety       | 2016 | [ 7 ] [ 8 ]          |
| "Bite of Passage"                  | A Ghoul Writer (Tobias Forge)                                                                      | Impera                                                  | Klas Åhlund       | 2022 |                      |
| "Body And Blood"                   | A Ghoul Writer (Tobias Forge), Indio Marcato (Martin Persner)                                      | Infestissumam                                           | Nick Raskulinecz  | 2013 | [ 9 ] [ 10 ]         |
| "Call Me Little Sunshine"          | A Ghoul Writer (Tobias Forge), Max Grahn                                                           | Impera                                                  | Klas Frans Åhlund | 2022 | [ 11 ]               |
| "Cenotaph"                         | A Ghoul Writer (Tobias Forge), Max Grahn                                                           | Skeletá                                                 | Gene Walker       | 2025 | [ 12 ]               |
| "Cirice"                           | A Ghoul Writer (Tobias Forge), Klas Frans Åhlund                                                   | Meliora                                                 | Klas Frans Åhlund | 2015 | [ 1 ] [ 13 ] [ 3 ]   |
| "Con Clavi Con Dio"                | A Ghoul Writer (Tobias Forge)                                                                      | Opus Eponymous                                          | Gene Walker       | 2010 | [ 14 ] [ 15 ]        |
| "Crucified"                        | Alexander Brad, Anders Wollbeck, Jean-Pierre Barda                                                 | If You Have Ghost                                       | Dave Grohl        | 2013 | [ 16 ] [ 17 ] [ 18 ] |
| "Dance Macabre"                    | A Ghoul Writer (Tobias Forge), Salem Al Fakir, Vincent Pontare                                     | Prequelle                                               | Tom Dalgety       | 2018 | [ 4 ] [ 19 ] [ 6 ]   |
| "Darkness at the Heart of My Love" | A Ghoul Writer (Tobias Forge), Salem Al Fakir, Vincent Pontare                                     | Impera                                                  | Klas Åhlund       | 2022 |                      |
| "De Profundis Borealis"            | A Ghoul Writer (Tobias Forge), Max Grahn                                                           | Skeletá                                                 | Gene Walker       | 2025 | [ 20 ]               |
| "Death Knell"                      | A Ghoul Writer (Tobias Forge)                                                                      | Opus Eponymous                                          | Gene Walker       | 2010 | [ 14 ] [ 21 ]        |
| "Depth Of Satan's Eyes"            | A Ghoul Writer (Tobias Forge)                                                                      | Infestissumam                                           | Nick Raskulinecz  | 2013 | [ 9 ] [ 22 ]         |
| "Deus Culpa"                       | A Ghoul Writer (Tobias Forge)                                                                      | Opus Eponymous                                          | Gene Walker       | 2010 | [ 14 ] [ 23 ]        |
| "Deus In Absentia"                 | A Ghoul Writer (Tobias Forge), Johan Lindström, Klas Frans Åhlund                                  | Meliora                                                 | Klas Frans Åhlund | 2015 | [ 1 ] [ 24 ] [ 3 ]   |
| "Devil Church"                     | A Ghoul Writer (Tobias Forge)                                                                      | Meliora                                                 | Klas Frans Åhlund | 2015 | [ 1 ] [ 25 ] [ 3 ]   |
| "Dominion"                         | A Ghoul Writer (Tobias Forge), Salem Al Fakir, Vincent Pontare                                     | Impera                                                  | Klas Åhlund       | 2022 |                      |
| "Elizabeth"                        | A Ghoul Writer (Tobias Forge)                                                                      | Opus Eponymous                                          | Gene Walker       | 2010 | [ 14 ] [ 26 ]        |
| "Enter Sandman"                    | Kirk Hammett, James Hetfield, Lars Ulrich                                                          | The Metallica Blacklist                                 | Gene Walker       | 2021 | [ 27 ]               |
| "Excelsis"                         | A Ghoul Writer (Tobias Forge)                                                                      | Skeletá                                                 | Gene Walker       | 2025 | [ 28 ]               |
| "Faith"                            | A Ghoul Writer (Tobias Forge), Tom Dalgety                                                         | Prequelle                                               | Tom Dalgety       | 2018 | [ 4 ] [ 29 ] [ 6 ]   |
| "Future Is A Foreign Land"         | A Ghoul Writer (Tobias Forge), Salem Al Fakir, Vincent Pontare                                     | Rite Here Rite Now - Original Motion Picture Soundtrack | Gene Walker       | 2024 | [ 30 ]               |
| "From The Pinnacle To The Pit"     | A Ghoul Writer (Tobias Forge), Indio Marcato (Martin Persner), Klas Frans Åhlund                   | Meliora                                                 | Klas Frans Åhlund | 2015 | [ 1 ] [ 31 ] [ 3 ]   |
| "Genesis"                          | A Ghoul Writer (Tobias Forge)                                                                      | Opus Eponymous                                          | Gene Walker       | 2010 | [ 14 ] [ 32 ]        |
| "Ghuleh / Zombie Queen"            | A Ghoul Writer (Tobias Forge)                                                                      | Infestissumam                                           | Nick Raskulinecz  | 2013 | [ 9 ] [ 33 ]         |
| "Griftwood"                        | A Ghoul Writer (Tobias Forge), Peter Svensson, Klas Åhlund                                         | Impera                                                  | Klas Åhlund       | 2022 |                      |
| "Guiding Lights"                   | A Ghoul Writer (Tobias Forge), Max Grahn                                                           | Skeletá                                                 | Gene Walker       | 2025 |                      |
| "He Is"                            | A Ghoul Writer (Tobias Forge), Indio Marcato (Martin Persner), Klas Frans Åhlund                   | Meliora                                                 | Klas Frans Åhlund | 2015 | [ 1 ] [ 34 ] [ 3 ]   |
| "Helvetesfönster"                  | A Ghoul Writer (Tobias Forge)                                                                      | Prequelle                                               | Tom Dalgety       | 2018 | [ 4 ] [ 35 ] [ 6 ]   |
| "Here Comes the Sun"               | George Harrison                                                                                    | Opus Eponymous (Deluxe Japanese edition)                | Gene Walker       | 2010 | [ 14 ] [ 36 ]        |
| "Hunter's Moon"                    | A Ghoul Writer (Tobias Forge), Max Grahn                                                           | Trilha sonora de "Halloween Kills"/Impera               | Klas Frans Åhlund | 2021 | [ 37 ]               |
| "I Believe"                        | James Ford, Jas Shaw, Simon Lord                                                                   | Popestar                                                | Tom Dalgety       | 2016 | [ 7 ] [ 38 ]         |
| "Idolatrine"                       | A Ghoul Writer (Tobias Forge)                                                                      | Infestissumam                                           | Nick Raskulinecz  | 2013 | [ 9 ] [ 39 ]         |
| "If You Have Ghosts"               | Rocky Erickson                                                                                     | If You Have Ghost                                       | Dave Grohl        | 2013 | [ 16 ] [ 40 ] [ 18 ] |
| "I'm a Marionette"                 | Benny Andersson, Björn Ulvaeus                                                                     | If You Have Ghost                                       | Dave Grohl        | 2013 | [ 16 ] [ 18 ]        |
| "Imperium"                         | A Ghoul Writer (Tobias Forge)                                                                      | Impera                                                  | Klas Åhlund       | 2022 |                      |
| "Infestissumam"                    | A Ghoul Writer (Tobias Forge)                                                                      | Infestissumam                                           | Nick Raskulinecz  | 2013 | [ 9 ] [ 41 ]         |
| "It's a Sin"                       | Chris Lowe, Neil Tennant                                                                           | Prequelle (Deluxe)                                      | Tom Dalgety       | 2018 | [ 4 ] [ 42 ] [ 6 ]   |
| "Jesus He Knows Me"                | Tony Banks, Phil Collins, Mike Rutherford                                                          | Phantomime                                              | Rich Costey       | 2023 | [ 43 ]               |
| "Jigolo Har Megiddo"               | A Ghoul Writer (Tobias Forge)                                                                      | Infestissumam                                           | Nick Raskulinecz  | 2013 | [ 9 ] [ 44 ]         |
| "Kaisarion"                        | A Ghoul Writer (Tobias Forge), Joakim Berg                                                         | Impera                                                  | Klas Åhlund       | 2022 |                      |
| "Kiss The Go-Goat"                 | A Ghoul Writer (Tobias Forge), Salem Al Fakir, Vincent Pontare                                     | Seven Inches of Satanic Panic                           | Gene Walker       | 2019 | [ 45 ] [ 46 ]        |
| "La Mantra Mori"                   | A Ghoul Writer (Tobias Forge)                                                                      | Infestissumam                                           | Nick Raskulinecz  | 2013 | [ 9 ] [ 47 ]         |
| "Lachryma"                         | A Ghoul Writer (Tobias Forge), Max Grahn                                                           | Skeletá                                                 | Gene Walker       | 2025 | [ 48 ]               |
| "Life Eternal"                     | A Ghoul Writer (Tobias Forge), Salem Al Fakir, Vincent Pontare                                     | Prequelle                                               | Tom Dalgety       | 2018 | [ 4 ] [ 49 ] [ 6 ]   |
| "Majesty"                          | A Ghoul Writer (Tobias Forge), Indio Marcato (Martin Persner)                                      | Meliora                                                 | Klas Frans Åhlund | 2015 | [ 1 ] [ 50 ] [ 3 ]   |
| "Marks Of The Evil One"            | A Ghoul Writer (Tobias Forge)                                                                      | Skeletá                                                 | Gene Walker       | 2025 | [ 51 ]               |
| "Mary On A Cross"                  | A Ghoul Writer (Tobias Forge), Salem Al Fakir, Vincent Pontare                                     | Seven Inches of Satanic Panic                           | Gene Walker       | 2019 | [ 45 ] [ 52 ]        |
| "Miasma"                           | A Ghoul Writer (Tobias Forge)                                                                      | Prequelle                                               | Tom Dalgety       | 2018 | [ 4 ] [ 53 ] [ 6 ]   |
| "Missilia Amori"                   | A Ghoul Writer (Tobias Forge)                                                                      | Skeletá                                                 | Gene Walker       | 2025 | [ 54 ]               |
| "Missionary Man"                   | Annie Lennox, Dave Stewart                                                                         | Popestar                                                | Tom Dalgety       | 2016 | [ 7 ] [ 55 ]         |
| "Mummy Dust"                       | A Ghoul Writer (Tobias Forge), Gustav Lindström, Indio Marcato (Martin Persner), Klas Frans Åhlund | Meliora                                                 | Klas Frans Åhlund | 2015 | [ 1 ] [ 56 ] [ 3 ]   |
| "Monstrance Clock"                 | A Ghoul Writer (Tobias Forge), Indio Marcato (Martin Persner)                                      | Infestissumam                                           | Nick Raskulinecz  | 2013 | [ 9 ] [ 57 ]         |
| "Nocturnal Me"                     | Ian McCulloch, Les Pattinson, Pete De Freitas, Will Sergeant                                       | Popestar                                                | Tom Dalgety       | 2016 | [ 7 ]                |
| "Peacefield"                       | A Ghoul Writer (Tobias Forge), Salem Al Fakir, Vincent Pontare                                     | Skeletá                                                 | Gene Walker       | 2025 | [ 58 ]               |
| "Per Aspera Ad Inferi"             | A Ghoul Writer (Tobias Forge)                                                                      | Infestissumam                                           | Nick Raskulinecz  | 2013 | [ 9 ] [ 59 ]         |
| "Phantom Of The Opera"             | Steve Harris                                                                                       | Phantomime                                              | Rich Costey       | 2023 | [ 60 ]               |
| "Prime Mover"                      | A Ghoul Writer (Tobias Forge)                                                                      | Opus Eponymous                                          | Gene Walker       | 2010 | [ 14 ] [ 61 ]        |
| "Pro Memoria"                      | A Ghoul Writer (Tobias Forge), Jesse St. John, Niclas Frisk, Sarah Hudson                          | Prequelle                                               | Tom Dalgety       | 2018 | [ 4 ] [ 62 ] [ 6 ]   |
| "Rats"                             | A Ghoul Writer (Tobias Forge), Tom Dalgety                                                         | Prequelle                                               | Tom Dalgety       | 2018 | [ 4 ] [ 63 ] [ 6 ]   |
| "Respite on the Spitalfields"      | A Ghoul Writer (Tobias Forge), Joakim Berg                                                         | Impera                                                  | Klas Åhlund       | 2022 |                      |
| "Ritual"                           | A Ghoul Writer (Tobias Forge)                                                                      | Opus Eponymous                                          | Gene Walker       | 2010 | [ 14 ] [ 64 ]        |
| "Satan Prayer"                     | A Ghoul Writer (Tobias Forge)                                                                      | Opus Eponymous                                          | Gene Walker       | 2010 | [ 14 ] [ 65 ]        |
| "Satanized"                        | A Ghoul Writer (Tobias Forge), Salem Al Fakir, Vincent Pontare                                     | Skeletá                                                 | Gene Walker       | 2025 | [ 66 ]               |
| "Secular Haze"                     | A Ghoul Writer (Tobias Forge)                                                                      | Infestissumam                                           | Nick Raskulinecz  | 2013 | [ 9 ] [ 67 ]         |
| "See The Light"                    | A Ghoul Writer (Tobias Forge), Dimitri Tokovoi, Tom Dalgety                                        | Prequelle                                               | Tom Dalgety       | 2018 | [ 4 ] [ 68 ] [ 6 ]   |
| "Spillways"                        | A Ghoul Writer (Tobias Forge), Salem Al Fakir, Vincent Pontare                                     | Impera                                                  | Klas Åhlund       | 2022 |                      |
| "Spirit"                           | A Ghoul Writer (Tobias Forge), Indio Marcato (Martin Persner)                                      | Meliora                                                 | Klas Frans Åhlund | 2015 | [ 1 ] [ 69 ] [ 3 ]   |
| "Spöksonat"                        | A Ghoul Writer (Tobias Forge), Klas Frans Åhlund                                                   | Meliora                                                 | Klas Frans Åhlund | 2015 | [ 1 ] [ 70 ] [ 3 ]   |
| "Square Hammer"                    | A Ghoul Writer (Tobias Forge)                                                                      | Popestar                                                | Tom Dalgety       | 2016 | [ 7 ] [ 71 ]         |
| "Stand By Him"                     | A Ghoul Writer (Tobias Forge)                                                                      | Opus Eponymous                                          | Gene Walker       | 2010 | [ 14 ] [ 72 ]        |
| "Stay (feat. Patrick Wilson)"      | David Allan Stewart, Marcella Levy, Siobhan Fahey                                                  | Stay                                                    | Tom Dalgety       | 2023 | [ 73 ]               |
| "Twenties"                         | A Ghoul Writer (Tobias Forge), Salem Al Fakir, Vincent Pontare                                     | Impera                                                  | Klas Åhlund       | 2022 |                      |
| "Umbra"                            | A Ghoul Writer (Tobias Forge), Max Grahn                                                           | Skeletá                                                 | Gene Walker       | 2025 | [ 74 ]               |
| "Waiting For The Night"            | Martin Gore                                                                                        | If You Have Ghost                                       | Dave Grohl        | 2013 | [ 16 ] [ 75 ] [ 18 ] |
| "Watcher in the Sky"               | A Ghoul Writer (Tobias Forge), Salem Al Fakir, Vincent Pontare                                     | Impera                                                  | Klas Åhlund       | 2022 |                      |
| "Witch Image"                      | A Ghoul Writer (Tobias Forge), Suzy Shinn, Tom Dalgety                                             | Prequelle                                               | Tom Dalgety       | 2018 | [ 4 ] [ 76 ]         |
| "Year Zero"                        | A Ghoul Writer (Tobias Forge), Indio Marcato (Martin Persner)                                      | Infestissumam                                           | Nick Raskulinecz  | 2013 | [ 9 ] [ 77 ]         |
| "Zenith"                           | A Ghoul Writer (Tobias Forge), Indio Marcato (Martin Persner), Klas Frans Åhlund                   | Meliora (Redux)                                         | Klas Frans Åhlund | 2015 | [ 1 ] [ 78 ] [ 3 ]   |
| "Zenith"                           | A Ghoul Writer (Tobias Forge), Indio Marcato (Martin Persner), Klas Frans Åhlund                   | 13 Commandments (lançamento global)                     | Klas Frans Åhlund | 2023 | [ 1 ] [ 78 ] [ 3 ]   |

## Remixes/versões alternativas
| Canção                             | Compositor(es)                                                                   | Lançamento                                               | Produtor          | Ano  | Ref.(s) |
| ---------------------------------- | -------------------------------------------------------------------------------- | -------------------------------------------------------- | ----------------- | ---- | ------- |
| Dance Macabre (Carpenter Brut Mix) | A Ghoul Writer (Tobias Forge), Salem Al Fakir, Vincent Pontare                   | Dance Macabre (Carpenter Brut Remix) - Single            |                   | 2018 |         |
| Dance Macabre (Nocturnal Mix)      | A Ghoul Writer (Tobias Forge), Salem Al Fakir, Vincent Pontare                   | Prequelle (Exalted)                                      |                   | 2019 |         |
| He Is (feat. Alison Mosshart)      | A Ghoul Writer (Tobias Forge), Indio Marcato (Martin Persner), Klas Frans Åhlund | He Is - EP                                               | Klas Frans Åhlund | 2017 |         |
| He Is (Health Remix)               | A Ghoul Writer (Tobias Forge), Indio Marcato (Martin Persner), Klas Frans Åhlund | He Is - EP                                               | Klas Frans Åhlund | 2017 |         |
| He Is (Haxan Cloak Remix)          | A Ghoul Writer (Tobias Forge), Indio Marcato (Martin Persner), Klas Frans Åhlund | He Is - EP                                               | Klas Frans Åhlund | 2017 |         |
| Hunter's Moon (versão do filme)    | A Ghoul Writer, Max Grahn                                                        | Trilha sonora de Halloween Kills/Impera como faixa bônus | Tom Dalgety       | 2021 |         |
| Mary On A Cross (slowed + reverb)  | A Ghoul Writer (Tobias Forge), Salem Al Fakir, Vincent Pontare                   | Mary On A Cross (slowed + reverb) - Single               |                   | 2022 |         |
| Orez Raey                          | A Ghoul Writer (Tobias Forge), Indio Marcato (Martin Persner)                    | Year Zero - Single                                       | Nick Raskulinecz  | 2013 |         |
| Spillways (feat. Joe Elliot)       | A Ghoul Writer (Tobias Forge), Salem Al Fakir, Vincent Pontare                   | Spillways - Single                                       |                   | 2023 |         |